# José María Imbert
José María Bartolomé Imbert Duplessis (24 de agosto de 1798, Le Plessis-Grammoire, Países del Loira-14 de mayo de 1847, Comuna de Puerto Plata, Provincia de Santiago de los Caballeros) fue un militar francés que sirvió en el Ejército Dominicano, igual que otros militares franceses como Antonio Duvergé y Pedro Pelletier.

## Biografía
José María Imbert nació en Foudon, en la comuna francesa de Le Plessis-Grammoire, en el noroeste de Francia; era hijo de Simon Imbert y Marie Anne du Plessis (de la casa ducal de Richelieu). Imbert emigró a Moca y casó con María Francisca del Monte Sánchez (1807–1876), con la que tuvo 6 hijos, entre ellos Segundo Francisco Imbert.
A principios del mes de marzo de 1844, a días de haber sido declarada la independencia dominicana respecto de Haití, Matías Ramón Mella se convierte en el gobernador del distrito de Santiago y la máxima autoridad militar del Cibao, designando a José María Imbert como su lugarteniente. El 29 de marzo de 1844 el ejército del general haitiano Jean-Louis Pierrot se encontraba cerca de Santiago de los Caballeros y Mella recluta gente para un improvisado ejército dominicano para defender el país. José María Imbert dirige la defensa de la ciudad con la ayuda de Fernando Valerio, Ángel Antonio Reyes y José María López. El papel jugado por Imbert durante la Batalla de Santiago fue fundamental para la victoria sobre el ejército haitiano. 
En el año 1845 Imbert luchó nuevamente contra los haitianos en Beler, regresando a Moca tras esta campaña como comandante del ejército. Posteriormente se trasladó a la Comuna de Puerto Plata, donde fallecería en 1847.

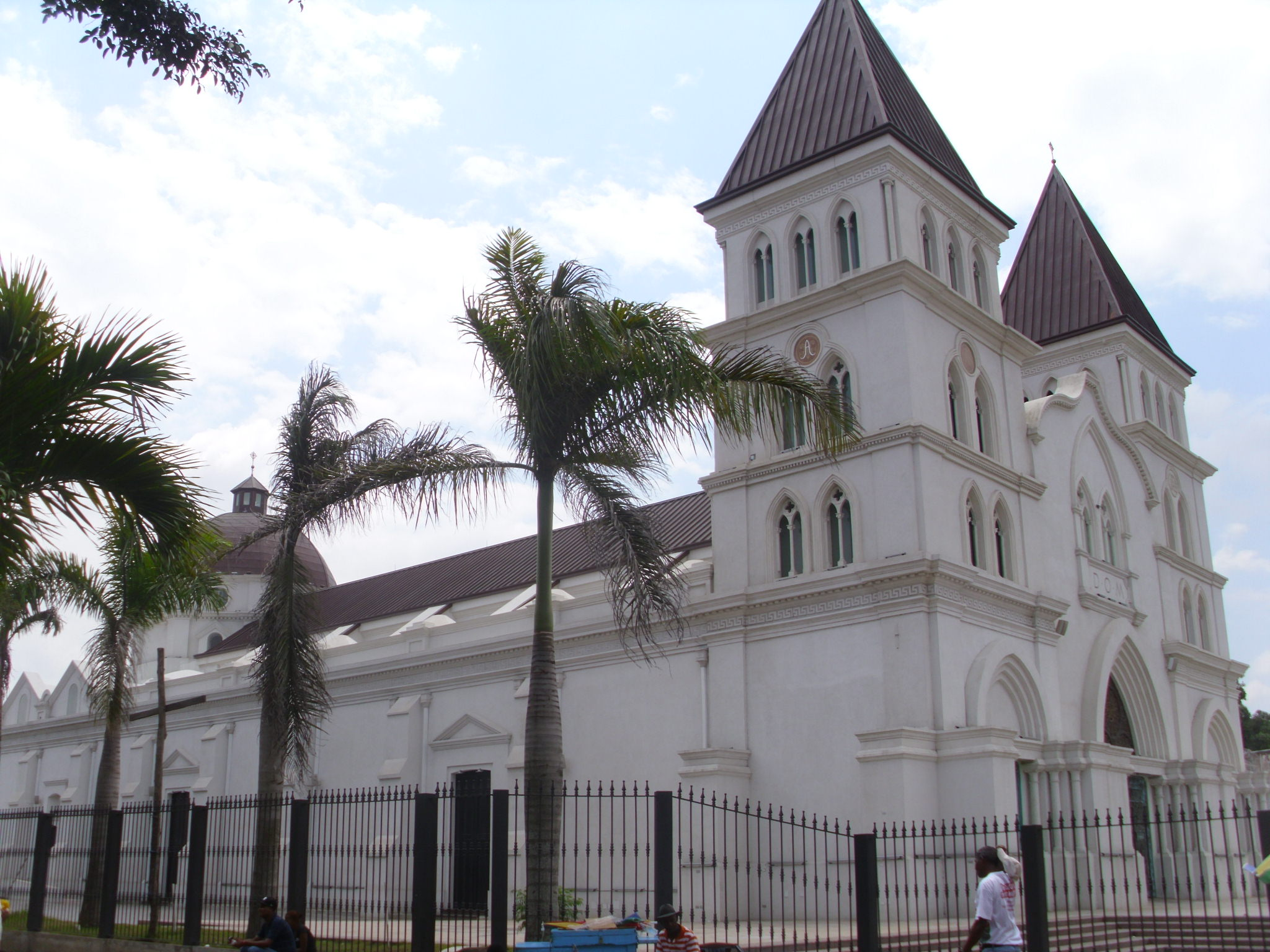
Catedral de Santiago Apóstol.

Se encuentra enterrado en la Catedral de Santiago de los Caballeros.